# Clovers
Actualités
Les Clovers sont une sélection régionale féminine irlandaise de rugby à XV, qui représente les provinces du Connacht et du Munster. Fondée en 2023, l'équipe dispute le Celtic Challenge, la compétition internationale mettant aux prises des sélections régionales écossaises, galloises et irlandaises.

## Histoire
La fédération irlandaise (IRFU) annonce la création des équipes féminines des Wolfhounds et des Clovers en décembre 2023. Elles prennent la place de l'équipe des Combined Provinces, qui a disputé et remporté la première édition du Celtic Challenge. Disposant de deux places dans la compétition, l'IRFU a choisi de « fusionner » ses provinces : les Clovers représentent ainsi les provinces du Connacht et du Munster. Leur maillot à damier reprend les couleurs des deux provinces, le vert du Connacht et le rouge du Munster. Toutefois la fédération précise que ses deux équipes peuvent sélectionner des joueuses des deux autres provinces afin d'équilibrer les équipes et de couvrir tous les postes.
L'effectif est dévoilé le 20 décembre. Denis Fogarty, ancien joueur professionnel, dirige l'équipe et est assisté par l'ancienne internationale Niamh Briggs (62 sélections). Le club le plus représenté est le champion d'Irlande en titre, le University of Limerick Bohemian RFC (quatorze joueuses). Sont également représentés les clubs de Ballincollig et Tulamore. En termes de représentation des provinces, seize joueuses viennent du Munster et sept représentent le Connacht. La sélection est renforcée par cinq joueuses du Leinster et une de l'Ulster.
Le premier match de l'histoire des Clovers arrive le 29 décembre au Musgrave Park de Cork, contre leurs compatriotes des Wolfhounds. Menées 0-10, les Wolfhounds s'imposent 21-15. À la fin de la compétition, terminée à la quatrième place, sept joueuses sont convoquées pour le Six Nations. À la fin de la saison, Dorothy Wall est recrutée par le club anglais d'Exeter.
Pour la deuxième édition du Celtic Challenge, Denis Fogarty est confirmé à son poste. Il est assisté par les anciennes internationales Larissa Muldoon (48 sélections et directrice technique du centre de formation fédéral du Connacht) et Leah Lyons (29 sélections). Quatorze nouvelles joueuses sont intégrées, dont l'internationale Deirbhile Nic a Bháird, de retour de blessure, ainsi que la septiste Anna McGann. Le Bohemian est à nouveau le club le plus représenté avec treize joueuses. L'équipe accueille également neuf joueuses du Leinster et une d'Ulster.